# Ferran de Mallorca
Ferran de Mallorca   (Perpinyà, 1278 (Gregorià) - Clarença, 5 de juliol de 1316) fou infant de Mallorca.

## Biografia
Fill del rei Jaume II de Mallorca i Esclarmonda de Foix, i germà de Sanç I de Mallorca. Era net per línia paterna del comte-rei Jaume el Conqueridor i la princesa Violant d'Hongria, i per línia materna del comte Roger IV de Foix i Brunissenda de Cardona. Fou germà del rei Sanç I de Mallorca, Sança de Mallorca i Elisabet de Mallorca, entre d'altres.

## Complot de Bernat Deliciós al Llenguadoc
Entre 1305 i 1306, l'infant Ferran es veu involucrat en el complot de rebel·lió que el franciscà de Montpeller Bernat Deliciós organitza amb l'objectiu de deslliurar el Llenguadoc del domini del rei de França.
Bernat Deliciós dirigeix una sublevació popular a Carcassona que compta amb el suport dels burgesos encara seguidors del catarisme. La idea que tenien els promotors d'aquesta revolta era de retornar el Llenguadoc a l'infant mallorquí Ferran. Una comitiva visita l'infant i aquest, imprudent, accepta la proposta.
En ser posats en antecedents els monarques francès i mallorquí tot es descobreix i ambdós monarques prenen represàlies. El rei francès, ordena penjar a 14 cònsols de Carcassona i mana empresonar a Deliciós; per la seva part, el rei mallorquí, Jaume II bufeteja públicament a Ferran. L'infant Ferran decideix deixar la cort de Mallorca i aixoplugar-se a la cort d'Aragó.

## La Companyia Catalana d'Orient
El 1307 va ser enviat a Grècia amb la missió de prendre el comandament de la Companyia Catalana d'Orient sota el seu nom o el de Frederic II de Sicília. La Companyia estava aleshores sota el comandament de Bernat de Rocafort, que va refusar sotmetre's a l'infant Ferran de Mallorca.
Posteriorment va ser capturar per Tibald de Cepoy, dut presoner a Tebes i posteriorment a Nàpols, on fou alliberat el 1309 per Carles I de Valois gràcies a la intervenció del seu pare, el rei de Mallorca.
Després del seu alliberament es distingí, el 1310, en el setge d'Almeria en el qual donà mort al fill del rei de Guadix. Posteriorment, l'any 1312, retornà a Sicília on Frederic II li donà en feu Catània i el castell d'Ursino.

## Conquesta del Principat d'Acaia
Pel seu matrimoni amb Isabel de Sabran el febrer 1314, l'infant Ferran aconseguí els drets del Principat d'Acaia heretats de la seva mare Margarida. A partir d'aquest moment l'infant inicià els preparatius per a la conquesta del principat, on els nobles s'havien revoltat al voltant d'una cosina d'Isabel, Matilda d'Hainaut.
L'infant Ferran de Mallorca arribà al Principat d'Acaia el 1315. A la batalla de Picotin, derrotà les tropes de Matilda d'Hainaut i el seu marit Lluís de Borgonya. Aquest contraatacà intentant endebades capturar el Castell de Chalandritsa que estava sota el control de l'Infant Ferran de Mallorca. Davant del fracàs del setge, Lluís de Borgonya es retirà a Patras, on rebé els reforços del governador de Mistra. Lluís de Borgonya, coneixedor de la pròxima arribada dels reforços enviats per la Companyia Catalana d'Orient des del Ducat d'Atenes i d'altres enviats des del Regne de Mallorca, es decidí a presentar batalla a Clarença. L'Infant Ferran de Mallorca va morir en la batalla de Manolada el 5 de juliol del 1316.

## Núpcies i descendents
Entre els anys 1309 i 1310, tant el seu pare com el rei d'Aragó projectaren diversos matrimonis per a l'Infant Ferran. Així, durant l'abril de 1309 es negociava el matrimoni amb l'infanta Isabel, filla de Sanç IV de Castella, i entre el desembre de 1309 i maig de 1310, Jaume II d'Aragó portava a terme negociacions per casar-lo amb Clemència d'Hongria, filla de Carles Martell d'Anjou. Cap dels dos projectes no prosperà. Finalment, pel maig de 1310 s'iniciaven tractes per casar-lo amb una princesa sarda, filla del jutge de Gallura. Es desconeix si aquest últim projecte s'acabà portant a terme. D'una manera o altra, l'infant Ferran es casà el 17 de febrer de 1314 a Messina, Itàlia, amb Isabel de Sabran, filla d'Isnard de Sabran i Margarida d'Acaia. D'aquesta unió nasqué l'infant Jaume, futur Jaume III de Mallorca (1315-1349), com a hereu del seu oncle Sanç I de Mallorca.
Alguns historiadors, com André Favyn ò Louis de Mayerne (segle xvi) anomenen un suposat segon fill d'aquest matrimoni, l'infant Frederic, tot i que en tot cas s'hauria de tractar d'un fill d'una relació anterior 
El 5 d'octubre de 1315 es casà amb Isabel d'Ibelin, filla del senescal de Xipre Felip d'Ibelin i cosina de la seva anterior esposa. D'aquesta unió va néixer l'infant Ferran de Mallorca (1316-1342), vescomte d'Omeladès, qui després es casà amb Esquiva de Lusignan, filla del rei Hug IV de Xipre.
Tingué diversos fills il·legítims:
- Sanç de Mallorca, casat amb Laura de Rosselló
- Joan de Mallorca (?- 1374), casat amb Constança d'Eslava
- Vidal de Mallorca
- Pagà de Mallorca (?-1349), casat amb Blanca de Salellas
- Esclarmonda de Mallorca (?- 1374), religiosa al convent de Santa Clara de Perpinyà.[9] En fou abadessa entre els anys 1370 i 1374.[10]